# 미스터 & 미세스 스미스
《미스터 & 미세스 스미스》(영어: Mr. & Mrs. Smith)는 더그 라이먼이 감독하고 사이먼 킨버그가 각본을 쓴 로맨스 코미디 액션 영화이다. 영화 삽입곡은 존 파월이 작곡했다.
이 영화는 박스오피스 흥행에 성공했고, 이 영화를 계기로 안젤리나 졸리와 브래드 피트는 연인 관계를 시작했다.

## 캐스트
- 브래드 피트 - 존 스미스
- 안젤리나 졸리 - 제인 스미스
- 빈스 본 - 에디
- 케리 워싱턴 - 재스민
- 애덤 브로디 - 벤저민 댄즈
- 키스 데이비드 - 아빠
- 크리스 웨이츠 - 마틴 콜먼
- 레이철 헌틀리 - 우지 콜먼
- 미셸 모나한 - 그웬
- 스테퍼니 마치 - 줄리
- 제니퍼 모리슨 - 자드
- 윌리엄 피크너 - 웩슬러 박사
- 앤절라 바셋 - 미세스 스미스 보스
- 페리 리브스 - 제시
- 테레사 바레라 - 자넷
- 멜라니 톨버트 - 제이미
- 제리 T. 애덤스 - 불
- 엘리야 알렉산더 - 마코 라신
- 한스 F. 알렉산더 - 루이스
- 론 보티타
- 미구엘 카발레로
- 빅터 A. 샤파
- 마리 치텀
- 메릴리 데일
- 크리스 다니엘스
- 패트리카 다보
- 패트리시아 도널드슨
- 사비 도어
- 그레그 일리스
- 메건 갈라퍼
- 에이미 헤서웨이
- 라빌 이시아노브
- 스테파니 이텔슨
- 마크 이바니어
- 벤톤 제닝스
- 사이먼 킨버그
- 숀 마혼
- 케빈 마클리
- 조엘 무노즈
- 에드워드 파딜라
- 유진 C. 팰머
- 리즈 라모스
- 지미 슈버트
- 아비게일 로즈 솔로몬
- 알리 마쉬
- 킴 H. 윈더
- 마이클 윈더
- 마이클-존 울프
- 제프 야거
- 브라이언 안소니
- 마이클 모리스
- 재클린 비셋
- 테렌스 스탬프
- 윌리엄 피츠너 - 결혼 상담원
- 모 갈리니
- 헤더 페트론
- 세스 T. 워커

## 음악
영화 음악 수록곡
1. "Bogota"
2. "The Bedroom"
3. "Playing House"
4. "Assignments"
5. "His and Her Hits"
6. "Office Work"
7. "Desert Foxes"
8. "John and Jane's Identity"
9. "Dinner"
10. "Hood Jump"
11. "Mutual Thoughts"
12. "John Drops In"
13. "Tango de Los Asesinos"
14. "Two Phone Calls"
15. "Kiss and Make Up"
16. "Minivan Chase"
17. "Shopping Spree"
18. "Dodging Bullets"
19. "The Next Adventure"
20. "Jesus of Surburbia"

사운드트랙 수록곡
1. "Love Stinks" – The J. Geils Band
2. "Nothin' but a Good Time" – Poison
3. "Tainted Love" – Soft Cell
4. "Baby, Baby" – Alana D.
5. "Express Yourself" (Mocean Worker Remix) – Charles Wright & the Watts 103rd Street Rhythm Band
6. "Mondo Bongo" – Joe Strummer & The Mescaleros
7. "Lay Lady Lay" – Magnet featuring Gemma Hayes
8. "I Melt with You" – Nouvelle Vague
9. "Nobody Does It Better" – 8mm
10. "Let's Never Stop Falling in Love" – Pink Martini
11. "Tango De Los Asesinos (Assassin's Tango)" – John Powell
12. "Used to Love Her (But I Had To Kill Her)" – Voodoo Glow Skulls
13. "You Are My Sunshine" – Stine J.
14. "You've Lost That Lovin' Feelin'" – The Righteous Brothers
15. "Making Love Out of Nothing at All" – Air Supply
16. "You Give Love a Bad Name" – Atreyu
17. "Love Will Keep Us Together" – Captain & Tennille

## 같이 보기
- 이웃집 스파이